# Hažín
Hažín este o comună slovacă, aflată în districtul Michalovce din regiunea Košice. Localitatea se află la altitudinea de 120 m deasupra n.m., se întinde pe o suprafață de 16,32 km2 și în 2017 număra 475 de locuitori.

## Istoric
Localitatea Hažín este atestată documentar din 1336.

## Demografie
| An:                | 1994 | 2004   | 2014   | 2024   |
| ------------------ | ---- | ------ | ------ | ------ |
| Număr de persoane: | 435  | 452    | 478    | 466    |
| Diferență:         |      | +3,90% | +5,75% | −2,51% |

| An:                | 2023 | 2024   |
| ------------------ | ---- | ------ |
| Număr de persoane: | 472  | 466    |
| Diferență:         |      | −1,27% |